# 昭和村 (広島県)
昭和村（しょうわむら）は、かつて広島県安芸郡に存在した村。1956年（昭和31年）に、呉市に合併されて消滅した。現在の呉市焼山町にあたる。

## 歴史
- 1931年（昭和6年）、本庄村（一部）と焼山村が合併して昭和村となる。
- 1956年（昭和31年）、呉市への編入合併により消滅[1]。